# Bonnie Berger
Pour les articles homonymes, voir Berger (homonymie).
Bonnie Anne Berger est une mathématicienne et informaticienne américaine, qui travaille comme professeure Simons de mathématiques et professeure de génie électrique et d'informatique au Massachusetts Institute of Technology. Ses intérêts de recherche portent sur les algorithmes, la bioinformatique  et la biologie moléculaire computationnelle.

## Éducation
Berger a fait ses études de premier cycle à l'Université Brandeis et a obtenu son doctorat du MIT en 1990 sous la direction de Silvio Micali,. En tant qu'étudiante, elle a remporté le prix Machtey (en) en 1989 pour un article sur les algorithmes parallèles (en) qu'elle a publié avec son camarade John Rompel au Symposium on Foundations of Computer Science.

## Carrière et travaux
Après avoir terminé son doctorat, Berger est restée au MIT pour des recherches postdoctorales où elle est devenue membre du corps professoral en 1992. Ses recherches en bio-informatique ont été publiées dans des revues scientifiques à comité de lecture de premier plan, notamment Science, le Journal of Algorithms,. Parmi ses anciens doctorants figurent Serafim Batzoglou (en), Lior Pachter (en), Mona Singh (en), Manolis Kellis (en) et Phil Bradley (en).
Berger a été vice-présidente de l'International Society for Computational Biology (ISCB) et présidente du comité directeur de RECOMB.

### Prix et distinctions
Berger est la lauréate 1997 du Margaret Oakley Dayhoff Award (en). En 1998, elle a été conférencière invitée du Congrès international des mathématiciens à Berlin (mais elle n'a pas pu faire une apparition personnelle). En 1999, Berger est incluse dans une liste des 100 meilleurs innovateurs (en) publiée par Technology Review. En 2003, Berger est devenue membre de l'Association for Computing Machinery (ACM) et en 2012, elle est devenue membre élue de l'Académie américaine des arts et des sciences et membre de l'International Society for Computational Biology (ISCB),. En 2016, Berger a été intronisée au collège des boursiers de l'American Institute for Medical and Biological Engineering (en) (AIMBE). Elle a été incluse dans la classe 2019 des fellows de l'American Mathematical Society « pour ses contributions à la biologie computationnelle, à la bioinformatique, aux algorithmes et au mentorat ». Elle a également reçu un doctorat honorifique de l'École polytechnique fédérale de Lausanne (EPFL). Elle est membre à titre personnel de la section des mathématiques de l'Association américaine pour l'avancement des sciences (AAAS). Elle a reçu le ISCB Accomplishment by a Senior Scientist Award en 2019. En 2020, elle a donné la conférence Sofia Kovalevskaïa de l'AWM - SIAM et a en outre été élue à l'Académie nationale des sciences.